# Градско позориште „Театар 91” Алексинац
Градско позориште „Театар 91” Алексинац незванично основана 23. октобра 1944. године, од 2003. године са статусом самосталне установе у култури. Те година позориште је по први пут добило стално запошљене сараднике и средства за набавку потребне опреме.

## Историја
Позориште у Краљевини Југославији
Почеци позоришта у Алексинцу датирају од 1938. године. Прва изведена представа била је "Три карте за Холивуд".
Само две године касније, у предвечерје Другог светског рата, 1940. године образована је позоришна дилетантска група "Делиград". Оснивачи ове групе били су:
- Бора Станковић-Лесковчанин (алексиначки ђак који је до рата учио трговачку академију у Београду),
- глумци Радмила-Маца Тимић, њен брат Мишко,
- Олга-Дуда Ивановић,
- Бранка Митић и др.

Прве представе биле су заправо само премијере, јер репризног извођења представа није било. Новац прикупљен од продатих улазница коришћен је за израду декора, набавку реквизита и друге потребе позоришне групе. Представе су игране у сали Учитељске школе и на летњој позорници на Брђанци.  Други светски рат је прекинуо рад позоришта. 
Позориште у Југославији
С краја, 1944. године почело је поновно окупљање аматера, а незванични почетак рада првог послератног позоришта везује се за 23. октобра 1944. године. Тога дана одржана је прва приредба у ослобођеном Алексинцу за руске и наше борце у сали алексиначке гимназије.
С краја 1940-тих спрамане су нове приредбе, са много песама: соло, у дуету и малим хоровима. Све  је извођено у сали Учитељске школе, и салама у околним селима.
Након  реновирања сале и позорнице као и помоћних просторија Учитељске школе, почело се са припремама за извођење „правих позоришних представа”. Прва међу њима била је "Земља нам је живот", адаптација Толстојевог дела коју је припремила Олга Ивановић.
Део инвентара за рад позоришта набављен је одузимањем од имућних градских породица, а било је и поклона грађана. По сећању Ратка Стевановића, веома често многи аматери спавали су у гардероби Учитељске школе.
Како се државни и друштвени живот у Алексинцу 1950-тих све више побољшавао, школе и факултети су организовали рад драмских секција, а аматери из Алексинца одлазили су на студије. Неки од њих су по завршетку драмских студије и играли у другим местима, а повремено свраћали и у свој родни град, да одиграју коју представу.
До изградње  Дома културе у Алексинцу,  представе су игране у биоскопским салама Житковца, Алексинца, Алексиначких Рудника.
Оснивање позоришта "Театар 91"

Велики допринос у афирмацији позоришта и оснивању "Театра 91" у Алексинцу дала је глумица Мила Динуловић.  
..и својим богатим позоришним и глумачким знањем наговестила пут позоришној будућности. Са глумцима су радили и познати редитељи као што су: Иван Клеменц, Пеђа Стоименовић, Михаило Вукобратовић, Мишко Динуловић, Југ Радивојевић, Фуад Табучић, Драган Остојић и други.
"Театар 91" је 2003. године добио статус самостална установа у култури, и постао буџетски корисник средстава за културу Општине Алексинац. Захваљујући сталним приходима 2003. године позориште је добило прве запошљене сараднике и полако радило на техничкој опремљености.

У другој деценији 21. века Градско позориште се могло похвалити најсавременијом техничком опремом, као што су теренске "бубице", бежични микрофони, широкопојасни микрофони. Тако да по мишљењу запослених у позоришту...
...данас Градско позориште "Театар 91" може бити домаћин свим професионалним позориштима и све њихове захтеве испоштовати, како светлосном тако и тонском опремом.